# Thomas Causey
Thomas Causey (* 5. Dezember 1949 in New Orleans, Louisiana) ist ein US-amerikanischer Tonmeister.

## Leben
Causey begann seine Karriere Anfang der 1970er Jahre. Sein Debüt hatte er mit dem Low-Budget-Film The Night of the Strangler. 1978 begann eine über lange Jahre andauernde Zusammenarbeit mit John Carpenter. Beginnend mit Halloween – Die Nacht des Grauens arbeitete er bis 1996 an neun von dessen Filmen als Regisseur, darunter Die Klapperschlange, Big Trouble in Little China und Flucht aus L.A. Zudem wirkte er an den ersten beiden Fortsetzungen von Halloween – Die Nacht des Grauens mit, Halloween II – Das Grauen kehrt zurück und Halloween III.
1988 arbeitete er an der Filmkomödie Die nackte Kanone des Filmemacher-Trios Zucker/Abrahams/Zucker sowie an den später von Jim Abrahams allein verantworteten Parodien Hot Shots! – Die Mutter aller Filme und Hot Shots! Der zweite Versuch. Zwischen 1994 und 2002 wirkte er an allen vier auf der Fernsehserie Raumschiff Enterprise: Das nächste Jahrhundert basierenden Star-Trek-Kinofilme mit. Eine weitere lange Zusammenarbeit hatte er mit dem Schauspieler Adam Sandler; zwischen 2003 und 2008 war Causey an neun von dessen Produktionen beteiligt, darunter Die Wutprobe, Spanglish und Chuck und Larry – Wie Feuer und Flamme. 1991 war Causey für Dick Tracy für den Oscar in der Kategorie Bester Ton und den BAFTA Film Award in der Kategorie Bester Ton nominiert.
Neben annähernd 70 Spielfilmen war Causey auch für das Fernsehen tätig. Er wirkte unter anderem an 17 Episoden der Seifenoper Dallas und einer nie zur Ausstrahlung gekommenen Pilotfolge von Falcon Crest mit. Für seine Mitarbeit am Fernsehfilm Fire on the Mountain war er 1982 für den Primetime Emmy nominiert.

## Filmografie (Auswahl)
- 1978: Halloween – Die Nacht des Grauens (John Carpenter’s Halloween)
- 1981: Die Klapperschlange (John Carpenter’s Escape from New York)
- 1982: Das Ding aus einer anderen Welt (John Carpenter’s The Thing)
- 1983: Christine (John Carpenter’s Christine)
- 1984: Starman (John Carpenter’s Starman)
- 1986: Big Trouble in Little China
- 1987: Die Fürsten der Dunkelheit (John Carpenter’s Prince of Darkness)
- 1988: Die nackte Kanone (The Naked Gun: From the Files of Police Squad!)
- 1990: Dick Tracy
- 1991: Hot Shots! – Die Mutter aller Filme (Hot Shots!)
- 1993: Hot Shots! Der zweite Versuch (Hot Shots! Part Deux)
- 1994: Star Trek: Treffen der Generationen (Star Trek Generations)
- 1995: Das Dorf der Verdammten (John Carpenter’s Village of the Damned)
- 1996: Flucht aus L.A. (John Carpenter’s Escape from L.A.)
- 1996: Star Trek: Der erste Kontakt (Star Trek: First Contact)
- 1998: Star Trek: Der Aufstand (Star Trek: Insurrection)
- 2002: Star Trek: Nemesis (Star Trek: Nemesis)
- 2006: Click (Click)
- 2008: Leg dich nicht mit Zohan an (You Don’t Mess with the Zohan)

## Auszeichnungen (Auswahl)
- 1991: Oscar-Nominierung in der Kategorie Bester Ton für Dick Tracy
- 1991: BAFTA-Film-Award-Nominierung in der Kategorie Bester Ton für Dick Tracy